# روابط اسرائیل و گینه استوایی
روابط گینه استوایی - اسرائیل روابط دوجانبه میان جمهوری گینه استوایی و دولت اسرائیل است. سفارت اسرائیل در یائونده، کامرون، در گینه استوایی معتبر شناخته شده‌است. گینه استوایی دارای یک سفارت مقیم در اسرائیل است که در سال ۲۰۱۹ افتتاح شد و در هرتزلیا واقع شده‌است.

## تاریخ
اسرائیل گینه استوایی را درست پس از اعلام استقلال آن را به رسمیت شناخت و اندکی پس از آن، در ۱۹۶۸، روابط دیپلماتیک برقرار کردند. در سال ۱۹۷۳، پس از جنگ یوم کیپور، گینه استوایی، به عنوان بخشی از تحریم اسرائیل در صحرای صحرا روابط دیپلماتیک با اسرائیل را قطع کرد.
در ژانویه ۱۹۹۴، دو کشور روابط دیپلماتیک خود را دوباره برقرار کردند. در سال ۲۰۰۷، اسرائیل و آلمان بیمارستانی را در شهر باتا افتتاح کردند، بیمارستان "Centro Medico La Paz" بزرگترین بیمارستان در گینه استوایی است. خدمه بیمارستان بیشتر اسرائیلی هستند.
در ۷ اوت ۲۰۱۹، اولین سفیر گینه استوایی در اسرائیل اعتبار خود را به رئیس‌جمهور، رووین ریولین نشان داد.
در ۱۹ فوریه ۲۰۲۱، رئیس‌جمهور گینه استوایی، تئودور اوبیانگ انگوئما اعلام کرد که گینه استوایی پس از گفتگو با بنیامین نتانیاهو ، نخست‌وزیر اسرائیل، سفارت خود را به بیت‌المقدس منتقل خواهد کرد.